# Hunyadyové
Hunyadyové (maďarsky Hunyady-család, slovensky Huňadyovci) byli v 15. století jedním z nejmocnějších uherských šlechtických rodů v Uherském království. Rodu patřil mimo jiné hrad v rumunském městě Hunedoara, který je jednou z nejvýznamnějších sekulárních středověkých památek v oblasti. Erb Hunyadyů zobrazuje havrana se zlatým prstenem v zobáku.

## Členové rodu

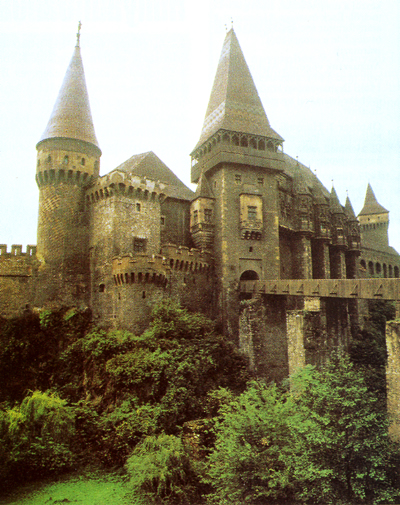
Hrad rodu Hunyadyů ve městě Hunedoara

Prvním zaznamenaným členem rodu byl Serb (také Serban či Sorb), pocházející pravděpodobně z Valašska (Rumunsko), který se usadil v Transylvánii. Nejznámější člen rodu, Matyáš Korvín, byl uherským králem od roku 1458 do roku 1490, králem českým (vládnoucím v Markrabství moravském, Dolní Lužici, Horní Lužici a Slezsku) od 1469 do 1490 a vévodou rakouským od 1487 do 1490. Jeho nelegitimní syn, Jan Korvín, vládl v Opavském vévodství od 1485 do 1501 a v dalších pěti slezských vévodstvích Bytom, Hlubčice, Wodzisław Śląski, Ratiboř a Tošek od 1485 do 1490.

## Původ
Původ rodu je nejasný. Třebaže je většina badatelů přesvědčena, že Hunyadyové byli původu rumunského, existují také teorie o slovanském či kumánském původu.